# Morliny
Morliny (deutsch Mörlen) ist ein Ort in der polnischen Woiwodschaft Ermland-Masuren. Er gehört zur Gmina Ostróda (Landgemeinde Osterode in Ostpreußen) im Powiat Ostródzki (Kreis Osterode in Ostpreußen).

## Geographische Lage
Morliny liegt 700 Meter westlich des Mörlen-Sees (polnisch Jezioro Morliny) im Westen der Woiwodschaft Ermland-Masuren, vier Kilometer südwestlich der Kreisstadt Ostróda (deutsch Osterode in Ostpreußen).

## Geschichte

### Ortsgeschichte
Bereits in prußischer Zeit war Mörlen besiedelt. Darauf lässt eine viereckige Zungenburg schließen, die sich etwa 800 Meter südöstlich am Westufer des Mörlen-Sees befindet.
Seine Handfeste erhielt Mörlen erst im Jahre 1329 von dem Christburger Komtur Luther von Braunschweig. Nach einer Zeit im Besitz des Deutschen Ordens gehörte das Dorf ab dem 16. Jahrhundert den preußischen Landesherren und blieb Domäne bis 1945. Sie galt – bis 1930 mit dem Vorwerk Thyrau (polnisch Tyrowo) – als die älteste Domäne des Kreises Osterode.
Am 7. Mai 1874 wurde Mörlen Amtsdorf und damit namensgebend für einen Amtsbezirk im Kreis Osterode in Ostpreußen im Regierungsbezirk Königsberg (1905 bis 1945: Regierungsbezirk Allenstein) in der preußischen Provinz Ostpreußen. Im Jahre 1910 zählte Mörlen 187 Einwohner.
Bei der Volksabstimmung im Jahre 1920 votierten alle 115 Stimmberechtigten aus Mörlen für den Verbleib bei Ostpreußen.
Am 30. September 1928 gliederte man Mörlen in den Amtsbezirk Thyrau (polnisch Tyrowo) um. Der Amtsbezirk Mörlen wurde am 22. Oktober 1930 in „Amtsbezirk Arnau“ (polnisch Ornowo) umbenannt.
In Kriegsfolge wurde Mörlen 1945 mit dem gesamten südlichen Ostpreußen an Polen überstellt. Das Dorf erhielt die polnische Namensform „Morliny“ und ist heute mit dem Sitz eines Schulzenamtes (polnisch Sołectwo) eine Ortschaft im Verbund der Landgemeinde Ostoda (Osterode i. Ostpr.) im Powiat Ostródzki (Kreis Osterode in Ostpreußen), bis 1998 der Woiwodschaft Olsztyn, seither der Woiwodschaft Ermland-Masuren zugehörig.

### Amtsbezirk Mörlen (1874–1930)
Zum Amtsbezirk Mörlen gehörten die Orte:
| Deutscher Name                         | Polnischer Name | Anmerkungen                                             |
| -------------------------------------- | --------------- | ------------------------------------------------------- |
| Czierspienten 1902 bis 1945: Treuwalde | Cierspięty      |                                                         |
| Mörlen                                 | Morliny         | 1928 nach Thyrau eingegliedert                          |
| Osterode (Amts- und Schlossfreiheit)   |                 | am 1. November 1874 in die Stadt Osterode eingegliedert |
| (ab 1886:) Arnau                       | Ornowo          | Bis 1886 zum Amtsbezirk Arnau zugehörig                 |

## Kirche
Bis 1945 war Mörlen in die evangelische Landkirche Osterode i. Ostpr. mit der Filialkirche Arnau (polnisch Ornowo) in der Kirchenprovinz Ostpreußen der Kirche der Altpreußischen Union, außerdem in die römisch-katholische Kirche der Kreisstadt eingepfarrt.
Heute gehört Morliny evangelischerseits wieder zu Ostróda, jetzt in der Diözese Masuren der Evangelisch-Augsburgischen Kirche in Polen gelegen. Katholischerseits ist das Dorf in die Pfarrei Tyrowo (Thyrau) im Dekanat Ostróda-Zachód (Osterode-West) im Erzbistum Ermland eingegliedert.

## Wirtschaft und Infrastruktur

### Verkehr
Morliny liegt verkehrsgünstig an zwei Landesstraßen (polnisch Droga krajowa), die das Dorf auf der Ost- und auf der Westseite tangieren: die DK 15, die Trzebnica (Trebnitz) mit Ostróda (Osterode in Ostpreußen) verbindet und die Woiwodschaften Niederschlesien, Großpolen, Woiwodschaft Kujawien-Pommern und Ermland-Masuren durchquert, sowie die DK 16, die von Grudziądz herkommend bis an die polnisch-litauische Staatsgrenze bei Ogrodniki durch die Woiwodschaften Kujawien-Pommern, Ermland-Masuren und Podlachien verläuft.
Eine Anbindung an den Bahnverkehr besteht nicht.

### Ansässige Unternehmen
Überregional bekannt ist Morliny durch sein großes Fleischwerk (polnisch Zakłady Mięsne „Morliny“). Es zählt zu den modernsten Anlagen in Polen und ist aus einem Kombinatsbetrieb hervorgegangen. Es ist der größte Arbeitgeber am Ort.